# 한국프랜차이즈산업협회
한국프랜차이즈산업협회(Korea Franchise Association, KFA)는 1998년 설립된 산업통상자원부 산하 대한민국의 단체이자 사단법인이다. 소재지는 서울특별시 서초구 강남대로 27 at센터 603호에 위치하고 있다.

## 개요
가맹본부 회원사 상호간의 친목과 정보교환을 통한 자주적인 경제활동과 상생문화 확산 등 올바른 프랜차이즈 사업 문화 조성으로 회원사의 목소리를 대변하고 프랜차이즈 산업과 국민경제의 발전을 도모하기 위해 결성된 단체이다. 
2023년 현재 가맹본부 및 관련 업체 회원 총 1,400여개사를 회원사로 두고 있다.

## 역사
- 1998. 1. 한국프랜차이즈협회 창립 발기인 대회
- 1998. 2. 한국프랜차이즈협회 창립총회
- 1999. 1. 사단법인 설립 인가(중소기업청 허가 99-1)
- 2001. 1. 산업자원부 프랜차이즈산업진흥정책 수행기관
- 2003. 1. 가맹사업거래분쟁조정협의회 설치(공정거래위원회)
- 2005. 1. 농림부 중소기업 특별위원회등 정책연구 수행기관
- 2007. 4. APFC(아시아태평양프랜차이즈연맹) 정회원 가입
- 2008. 10. WFC(세계프랜차이즈협의회) 정회원 가입
- 2010. 10. 2010 WFC.APFC 총회 개최
- 2013. 10. 한국프랜차이즈산업협회 인가 (산업통상자원부 허가 2013-43)
- 2015. 3. 고용노동부 국가인적자원개발컨소시엄 ‘경쟁력 향상을 위한 프랜차이즈 전문인력 양성사업(전략분야)’ 공동훈련센터 선정 (고용노동부 운영규정 고시 제2014-71호)
- 2017. 4. 가맹사업 교육·연수 위탁업무 수행기관(산업통상자원부 고시 제2017-49호)
- 2018. 2. 2018년 사업주 노동법교육 지원사업 가맹분야 운영기관 (고용노동부 모집공고 제2017-462호)
- 2023. 3. 프랜차이즈종합지원시스템 오픈

## 역대 회장
- 1998. 2 ~ 2002.2 제1대 윤홍근 회장
- 2002. 3 ~ 2005.2 제2대 윤홍근 회장
- 2005. 3 ~ 2008.3 제3대 이병억 회장
- 2008. 4 ~ 2012.9 제4대 김용만 회장
- 2012.10 ~ 2016.12 제5대 조동민 회장
- 2017. 1 ~ 2019.12 제6대 박기영 회장
- 2020. 1 ~ 2022.12 제7대 정현식 회장
- 2023. 1 ~ 현재 제8대 정현식 회장

## 주요 사업
- 프랜차이즈 창업 지원 종합 플랫폼 <프랜차이즈종합지원시스템> 운영(23.3~ )
- 회원사 권익 보호 및 대정부 사업
- 프랜차이즈 산업 정책 건의
- <한국프랜차이즈산업발전 유공> 개최
- <IFS 프랜차이즈 창업·산업 박람회>개최
- 전문인력 양성을 위한 교육 사업
- 회원사 글로벌 진출 지원 사업
- 협회지 <프랜차이즈월드> 발간
- '착한 프랜차이즈' 등 가맹본부-가맹점 상생문화 조성

## 조직
- 중앙회
  - 회장
    - 수석부회장
    - 상근부회장
      - 사무총장
        - 경영지원실
          - 회원서비스팀
          - 박람회사업팀
          - 교육사업부
            - 교육팀
            - 사업팀

        - 정책사업실
          - 정책홍보팀
          - 플랫폼사업팀

    - 상임부회장
      - 부회장단
        - 윤리위원회
        - 상생위원회
        - 글로벌진출추진위원회
        - 박람회위원회
        - 경조회
        - 사회봉사위원회
        - 교육위원회
        - 여성회
        - 커뮤니케이션위원회
        - 청년강소기업위원회
        - 우정회
        - 산악회
        - 가금류분과위원회
        - 상생파트너위원회
        - 서비스분과위원회

    - 자문위원단
    - 고문단
    - 감사 * 지회

  - 부산.울산.경남지회
  - 대구.경북지회
  - 광주.전남지회
  - 전북지회
  - 강원지회
  - 미국지회

## 교통편
- 신분당선 양재시민의숲역 4번 출구 도보 2분 (aT센터)

## 유관 부처/기관/단체
- 산업통상자원부 / 코트라(KOTRA) / 특허청 / 지식재산보호원 / 신남방비즈니스연합회
- 중소벤처기업부 / 중소벤처기업진흥공단/ 소상공인시장진흥공단
- 공정거래위원회 / 공정거래조정원
- 농림축산식품부 / 한국농수산식품유통공사(aT)
- 과학기술정보통신부 / 한국로봇산업진흥원 / 한국데이터산업진흥원
- 고용노동부 / 한국산업인력공단
- 국회 산업통상자원중소벤처기업위원회 / 정무위원회
- 대한상공회의소 /  중소기업중앙회 / 중소기업단체협의회 / 한국서비스산업총연합회 / 한국무역협회
- 한국프랜차이즈경영학회 / 한국프랜차이즈학회 / 한국유통법학회
- 전국가맹점주협의회 / 한국외식업중앙회 / 소상공인연합회 / 한국편의점산업협회 / 한국외식산업협회